# رنه ویویانی
رنه ویویانی (به فرانسوی: René Viviani) (زاده ۱۸۶۳–۱۹۲۵) سیاست‌مدار فرانسوی بود.
او در جمهوری سوم فرانسه نماینده مجلس، وزیر، نخست‌وزیر، سناتور، و روزنامه‌نگار بود و حزب جمهوری‌خواه سوسیالیست فرانسه را بنیان‌گذاری کرد.